# Phoma deusta
Phoma deusta är en lavart som beskrevs av Fuckel 1870. Phoma deusta ingår i släktet Phoma, ordningen Pleosporales, klassen Dothideomycetes, divisionen sporsäcksvampar och riket svampar.   Inga underarter finns listade i Catalogue of Life.